# Hirosaki
Hirosaki (Japans: 弘前市, Hirosaki-shi) is een stad in de prefectuur Aomori in het noorden van Honshu, Japan. Op 1 november 2009 had de stad 182.966 inwoners. De bevolkingsdichtheid bedroeg 349 inw./km². De oppervlakte van de stad is 524,12 km². Hirosaki ligt op de Tsugaru-hoogvlakte. In Hirosaki bevindt zich de Universiteit van Hirosaki (opgericht 1949) en de private universiteiten Gakuin-Universiteit Hirosaki en de Vrouwenuniversiteit Tohoku.

## Geschiedenis
In 1603 maakt Tsugaru Tamenobu een plan om een kasteel te bouwen. Na zijn dood neemt Nobuhira dit over en de constructie begint in 1610. Een jaar later is het kasteel met vijf verdiepingen klaar. Een blikseminslag betekent in 1627 het einde van het kasteel.
Pas in 1811 wordt een vervangend kasteel van drie verdiepingen gebouwd.
Hirosaki werd op 1 april 1889 een stad (shi) en was daarmee de eerste plaats in de prefectuur Aomori die deze status kreeg.
Eind 1894 komt de treinverbinding met Aomori (de huidige Ōu-hoofdlijn) tot stand. In 1901 is het Hirosaki Stadshospitaal opgericht. In 1906 gaat de stadsbibliotheek van Hirosaki open. Het eerste telefoniesysteem in Hirosaki gaat van start in 1909. In 1918 wordt voor de eerste keer het kersenbloesemfestival gevierd.
Op 1 maart 1957 worden 10 dorpen aan Hirosaki toegevoegd. Op 1 september van dat jaar wordt het westelijk deel van Tsugaru (nu Kuroishi) samengevoegd met Hirosaki.
Op 27 februari 2006 worden de stad (machi) Iwaki en het dorp Sōma aan Hirosaki toegevoegd.

## Bezienswaardigheden
- Kasteel Hirosaki (弘前城, Hirosaki-jō)
- Iwakiyama jinja
- Choshotempel, boeddhistische tempel met 500 houten beelden van discipelen van Boeddha
- Saishoklooster, boeddhistisch klooster, bekend door de pagode van 5 verdiepingen (31,2 m hoog)
- Op diverse plaatsen in de stad zijn huizen van samoerai te vinden
- Het Neputa Mura (ねぷた村) of "Neputa Village" museum met 'Neputa' praalwagens

Hirosaki kent diverse festivals:
- Kersenbloesemfestival
- chrysanten- en esdoornfestival
- Sneeuwlantaarnfestival (in het kasteel Hirosaki)
- Neputa Matsuri (ねぷた祭り) in de eerste week van augustus

## Verkeer
Hirosaki ligt aan de Ou-hoofdlijn van East Japan Railway Company.
Hirosaki ligt aan de Tohoku-autosnelweg en aan de autowegen 7 en 102.

## Economie
In Hirosaki worden kleurstoffen en lakwaren gemaakt en gefabriceerd. In de omgeving van Hirosaki zijn talrijke boomgaarden waar vooral appels en kersen worden gekweekt.

## Geboren in Hirosaki
- Shūji Terayama (schrijver en filmregisseur)
- Kiminobu Kimura (skiër)
- Wakanosato Shinobu (sumoworstelaar)
- Iwakiyama Ryuta (sumoworstelaar)
- Yoshitomo Nara (hedendaagse Pop-art kunstenaar)
- Mitsuyo Maeda (judoka)

## Externe links

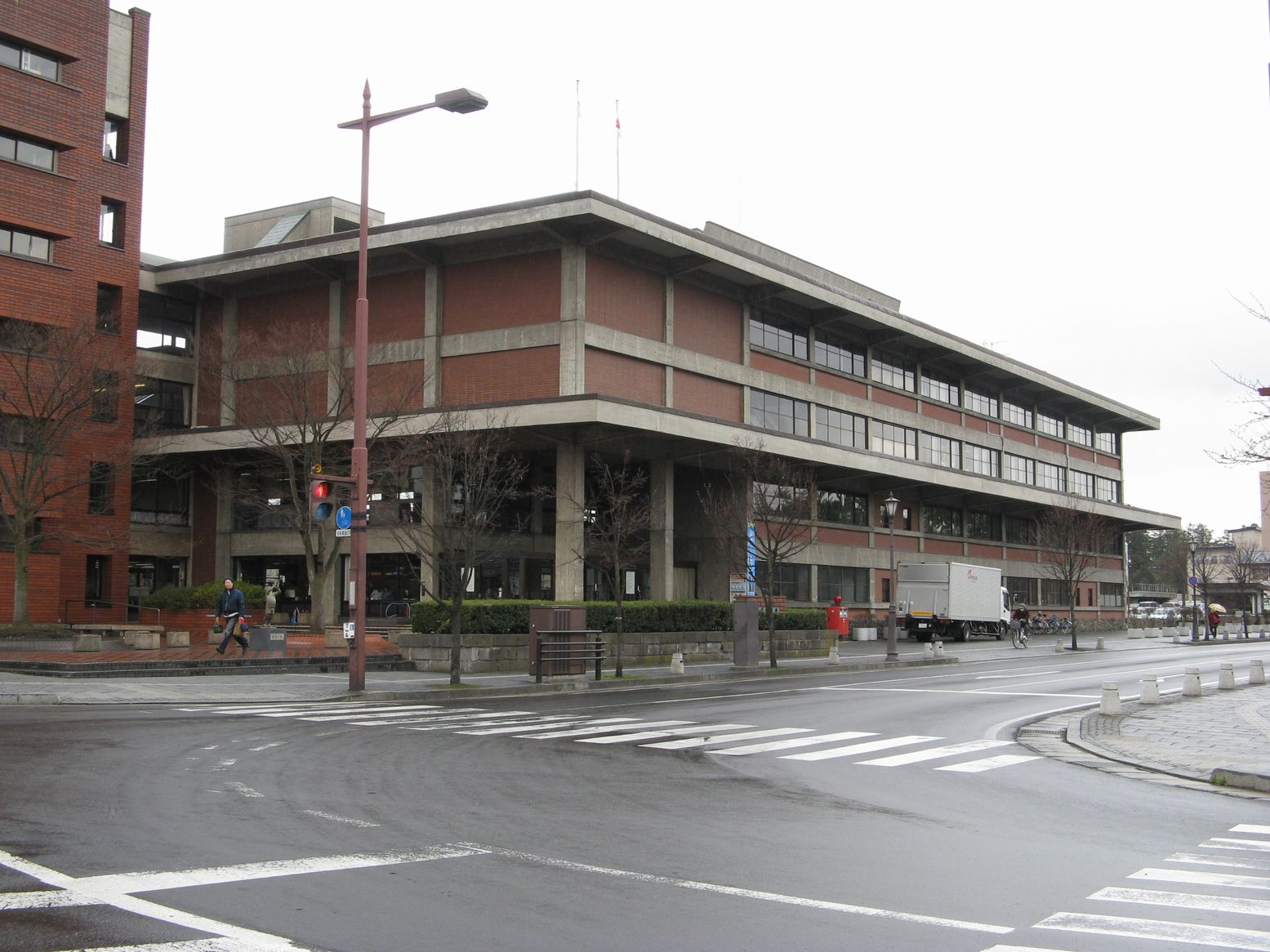
Het stadhuis van Hirosaki
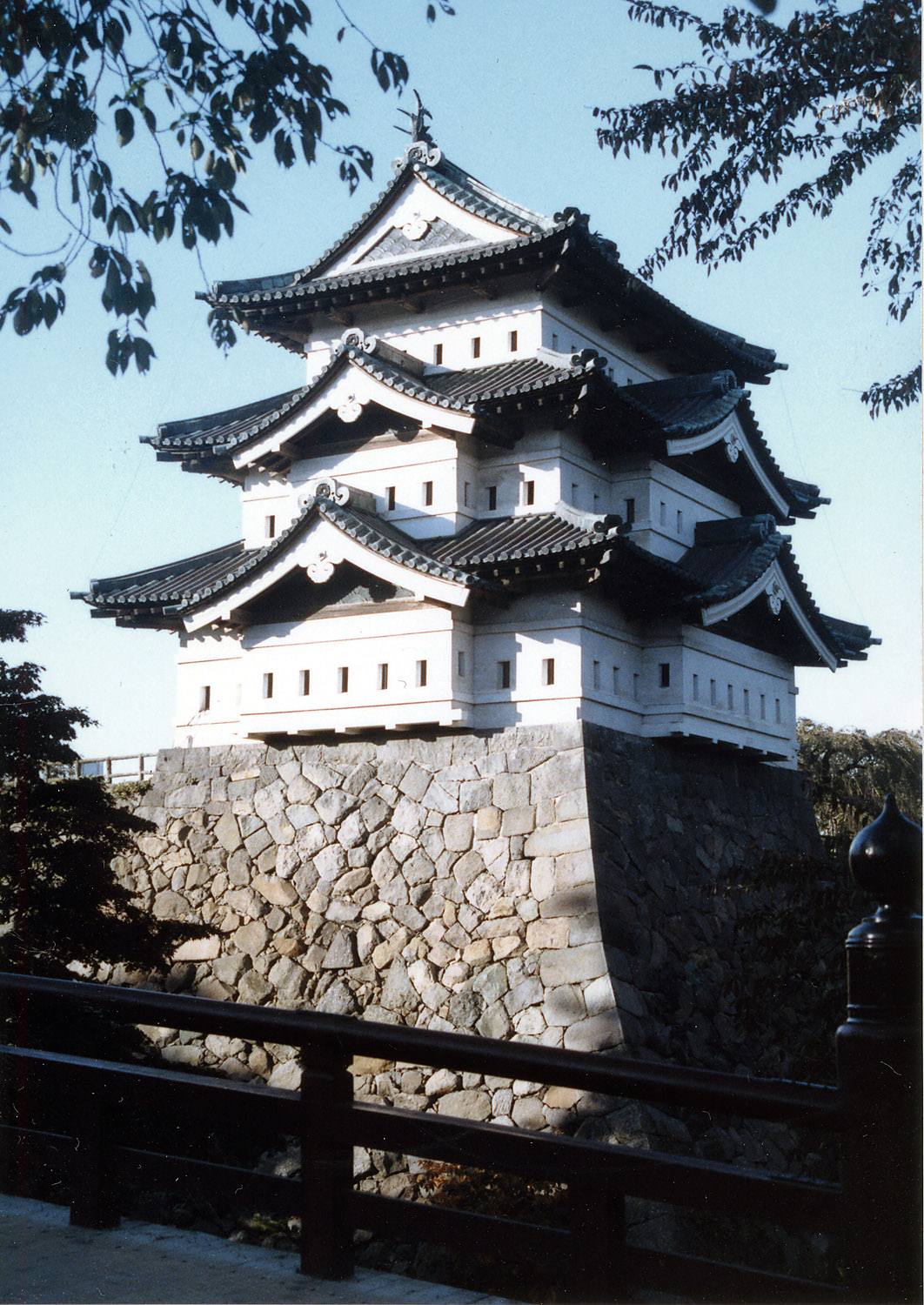
Kasteel Hirosaki
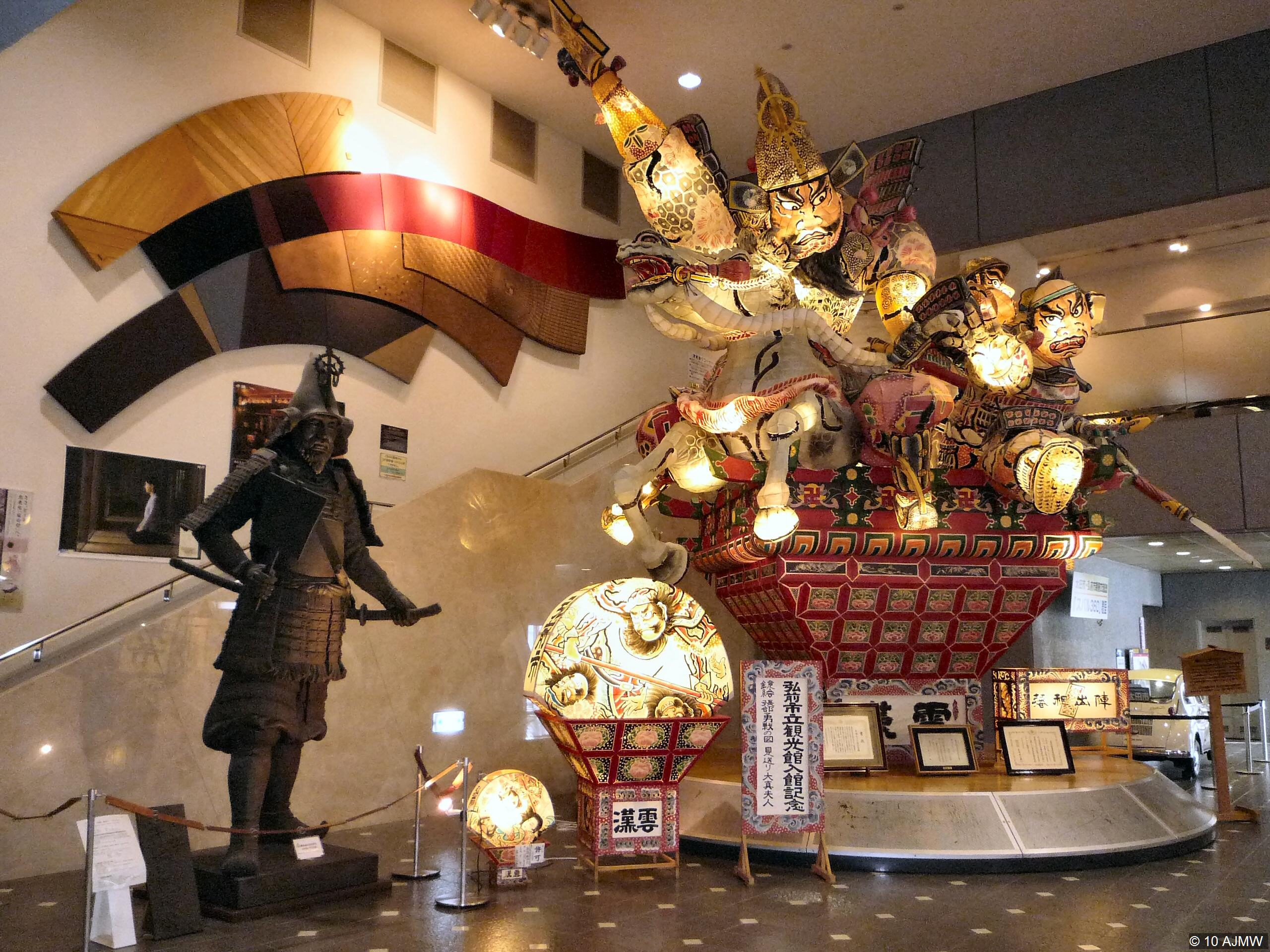
Neputa Praal'wagen' in Hirosaki stadsmuseum
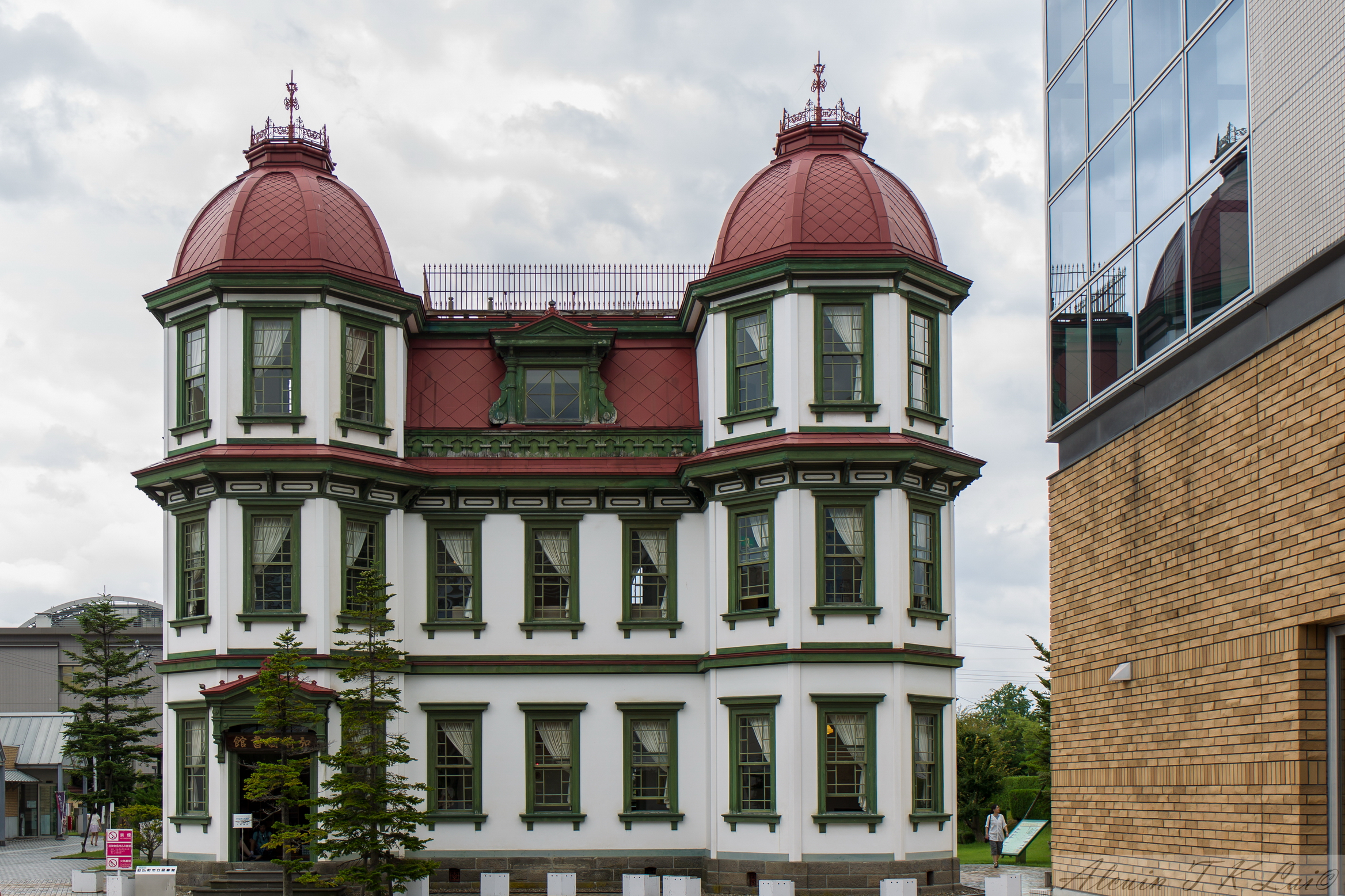
Voormalige bibliotheek
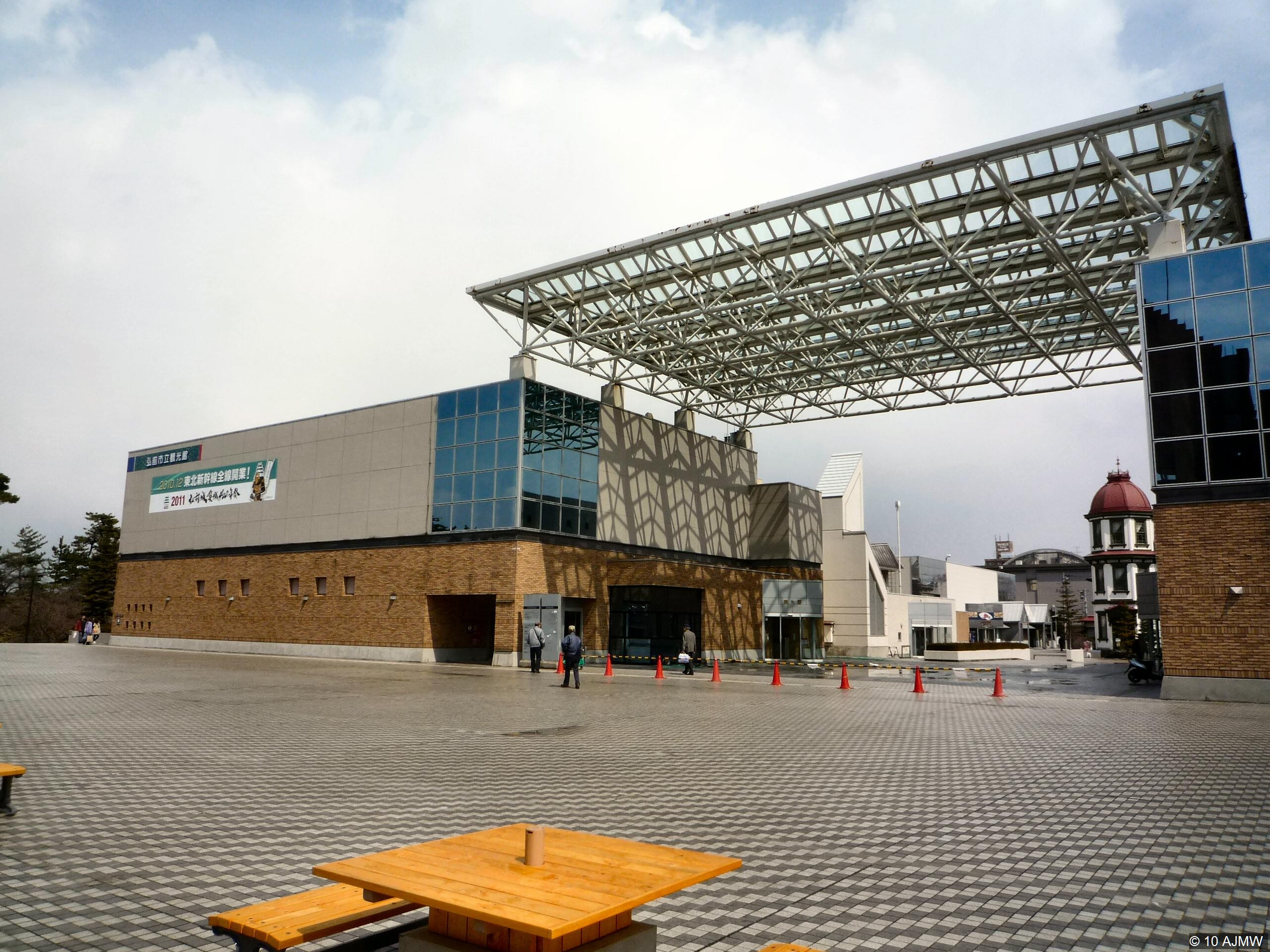
Hirosaki stadsmuseum

## Aangrenzende steden
- Odate
- Tsugaru
- Hirakawa